# Echarren de Guirguillano
Echarren (en euskera: Etxarren) o Echarren de Guirguillano (en euskera: Etxarren Girgillao) también conocido como Etxarrentxulo, es una localidad española y un concejo de la Comunidad Foral de Navarra perteneciente al municipio de Guirguillano.

## Toponimia
El nombre tradicional del pueblo ha sido Etxarren, procediente de etxa (variante de etxe, casa) y barren (parte inferior), significando por tanto "parte inferior" o "debajo de las casas", indicando su situación a una altitud inferior respecto a otro pueblo, en este caso Guirguillano.
En Navarra existen dos pueblos con idéntico topónimo. Además de este, en Valdemañeru, existe el concejo del valle de Arakil, Etxarren. Para diferenciar ambos, se suelen usar las formas Echarren de Guirguillano y Echarren de Araquil, señalando el municipio en el que se encuentran, únicamente en el caso de ser necesaria dicha distinción. Si bien en euskera existen las formas análogas Etxarren Girgillao y Etxarren Arakil, tradicionalmente se ha venido usando la forma Etxarrentxulo para este lugar y simplemente Etxarren para el de Arakil, al ser de mayor tamaño. Etxarrentxulo procede de la unión de Etxarren y txulo (agujero), señalando una vez más su situación orográfica.

## Geografía
El término limita por el norte con Arguiñáriz, por el sur con Guirguillano, por el este con Puente la Reina y por el oeste con Muzqui.
Está situado en la comarca de Puente la Reina y a 33 km.  de la capital de la comunidad Pamplona. Su población en 2014 fue de 32 habitantes INE.

## Historia
Dentro su término hay noticias desde el siglo XIII de heredades pertenecientes a la miembros del Hospital de San Juan de Jerusalén y al monasterio de Iranzu. También las debió tener un tal Gil de Vidaurre, porque le fueron confiscadas por la Corona navarra tras la guerra de la Navarreria de 1276.
Se tiene noticia que los vecinos de Echarren elegían al justicia ordinario. En 1847 Echarren tenía cárcel y escuela: su maestro recibía 70 robos de trigo por serlo y ocho ducados por hacer además de sacristán. El cercano pinar de Orondáin era del marqués de Elío en aquel momento. Hasta mediados del siglo XIX formaba parte del Valle de Mañeru o Val de Mañeru, junto con Guirguillano, Arguiñáriz, Artazu y Cirauqui. Es en esas fechas cuando, junto a Arguiñariz, entran a formar parte del municipio de Guirguillano.

## Arte y arquitectura

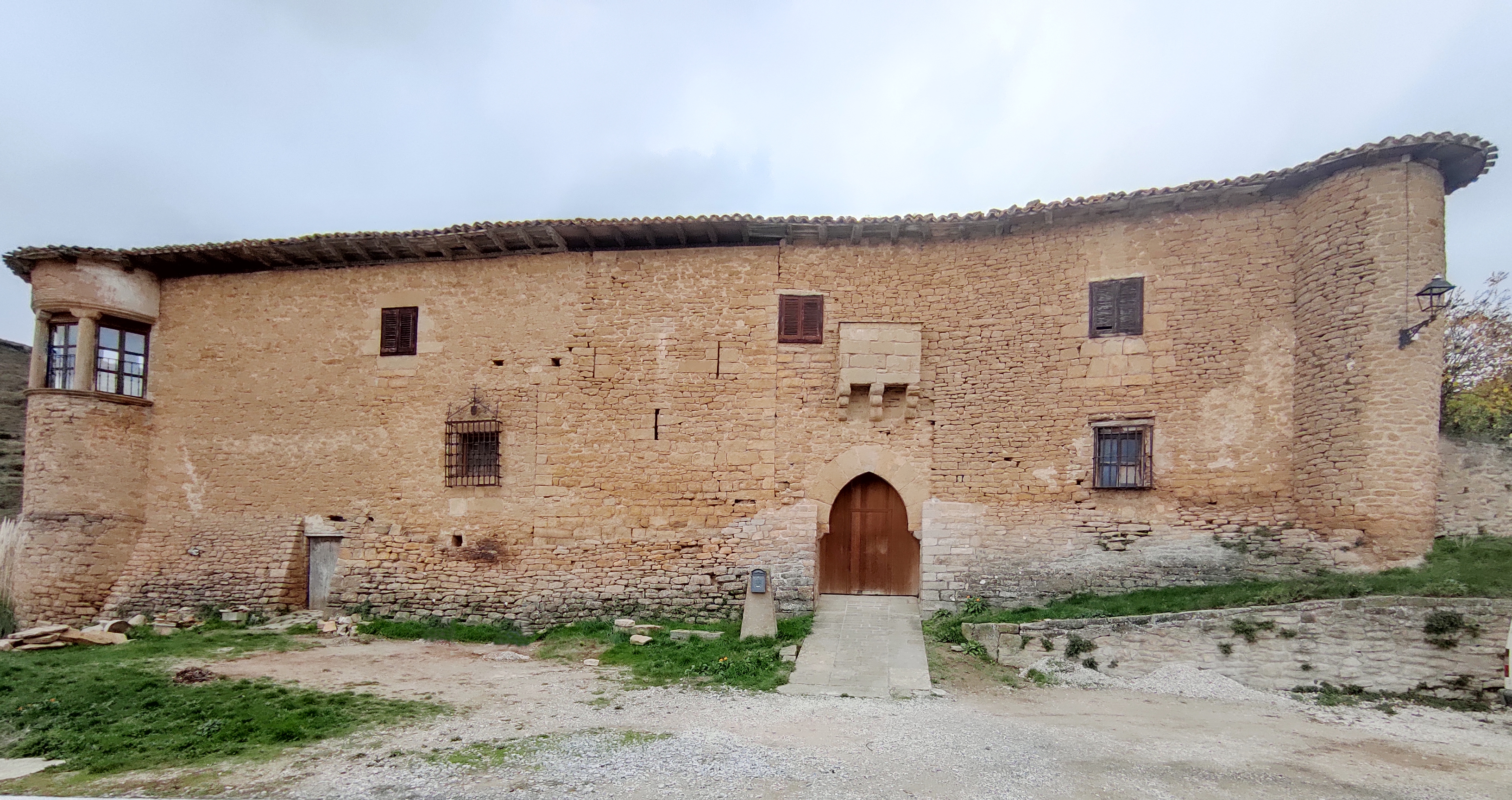
Palacio cabo de armería de Echarren.

### Palacio cabo de armería
El palacio presenta aún su recia fisonomía de fortaleza, con elementos defensivos característicos del siglo XIV habiendo sido reformado en el siglo XVI. Consta como palacio cabo de armería en la nómina oficial del Reino de Navarra. En 1788 se informa de ello a la Real Academia de la Historia:

«Hay un palacio, el cual, según su fábrica, denota antigüedad. Tiene en la iglesia parroquial su capilla y enterratorio, con asiento reservado y antelación en el ofertorio».

Conforma un bloque rectangular cuya fachada, de sillarejo, está jalonada por dos torres cilíndricas. Como ocurre en otros palacios medievales navarros, esta estructura se complica al añadir nuevas torres. Así se puede observar en Echarren y en lugares como Guenduláin, Artieda o Astráin. Sobre la puerta de acceso, ojival, conserva un matacán. El escudo de armas de este solar, cinco panelas puestas en sotuer, puede verse todavía en la capilla propia que poseía en la iglesia. 
En 1513, su propietario, Martín de Azcona, aparece entre los caballeros remisionados de cuarteles, en el rolde del tesorero Mosén Luis Sánchez. Poco más tarde, Fernando de Azcona, escudero de Pedro de Olloqui y dueño del palacio. El año 1716 llevó pleito don Manuel de Azcona y Echarren, como tutor y tío de don Esteban Francisco de Azcona, por el rebate de los bienes agregados al palacio. 

### Iglesia de San Román

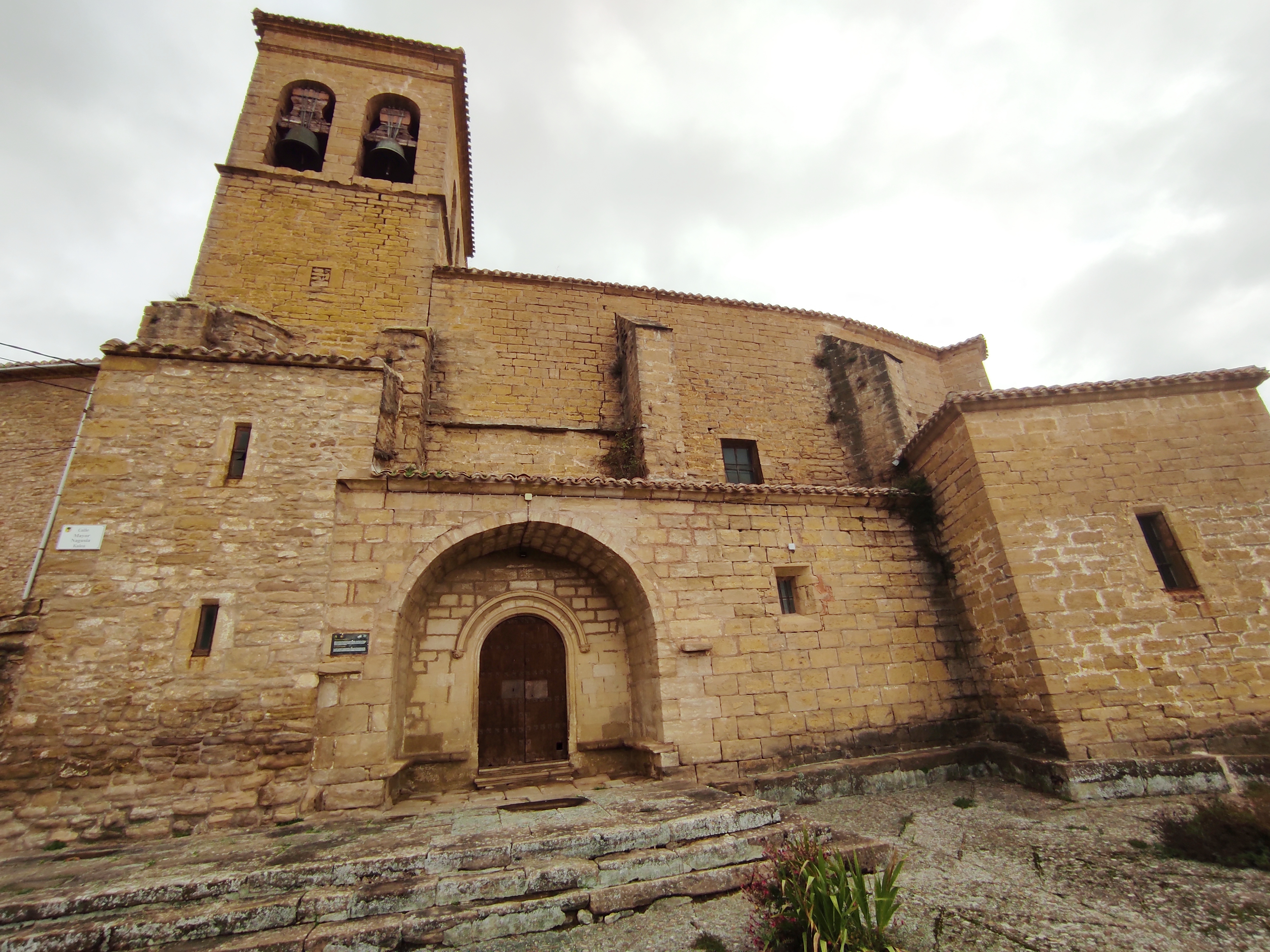
Iglesia San Román

Está en un extremo del pueblo, sobre una posición elevada. Su construcción es de estilo protogótico, de finales del siglo XII, y fue objeto de una profunda transformación en 1603, cuando el cantero Juan de Urbieta la amplió con una cabecera trapezoidal. Al edificio medieval corresponde el espacio interior con la nave rectangular a la que se adosan dos capillas, la del lado del Evangelio con cabecera semicircular; asimismo se mantiene sobre el tramo del coro una bóveda de cañón apuntado con su correspondiente fajón y ménsulas decoradas con modillones de rollo. El resto de la iglesia se cubre con bóveda gótico-renacentista cuyos nervios apoyan en ménsulas cilíndricas con bolas de estilo Reyes Católicos, todo ello realizado en la reforma de comienzos del siglo XVII. 
Al mismo tiempo se construyó la capilla de patronato perteneciente a los Echarren, señores del palacio, abierta a la cabeza por el lado del Evangelio y cubierta con una bóveda de terceletes. En el exterior también se observan las dos fases constructivas, manteniéndose de época medieval los muros laterales con sus contrafuertes, que sin embargo fueron recrecidos en el siglo XVII al construirse la nueva.
El retablo mayor es obra de uno de los miembros de la saga de Imbertos, Juan III. Fue realizado en 1618 dentro del estilo romanista, como demuestra su traza de tipo arquitectónico y la fuerza de relieves y bultos. Sin embargo, por ciertos rasgos realistas, en concreto los reflejados en el rostro del titular, San Román, se anuncia ya un estilo barroco.
Con el mismo taller de los Imberto se relaciona un Crucificado de comienzos del siglo XVII, de hermosa cabeza y tratamiento del cuerpo de tipo romano.

### Ermitas
Existieron dentro de los límites de la localidad las ermitas de San Gregorio y San Miguel. La segunda ya no existe aunque se mantiene el topónimo.